# Jens Fänge
Jens August Vilhelm Fänge, född 8 juni 1965 i Göteborg, är en svensk målare. Han är son till Ragnar Fänge.
Fänge utbildade sig på Hoveskous målarskola 1987 och på Valands konsthögskola 1989–1994. Han ställde ut på Göteborgs konstmuseum 1996 och är representerad på bland annat Moderna museet, Museet for samtidskunst i Oslo, Nationalmuseum , Länsmuseet Gävleborg och Göteborgs konstmuseum. Han anses vara en representant för det "nyfigurativa" måleriet.
Fänge fick Sten A Olssons kulturstipendium 2000 och blev ledamot av Konstakademien 2017.